# Numeri di Bell
In matematica i numeri di Bell - indicati con {\displaystyle B_{n}} - sono definiti come il numero di partizioni di un insieme di {\displaystyle n} elementi, cioè il numero di modi in cui questo insieme può essere ottenuto come unione disgiunta di suoi sottoinsiemi non vuoti. Essi erano già ben noti e studiati dal XIX secolo, ma oggi spesso sono indicati col nome del matematico Eric Temple Bell, per un caso della legge dell'eponimia di Stigler. Bell scrisse in effetti qualche lavoro su di essi negli anni 30.
La notazione {\displaystyle B_{n}} viene utilizzata anche per denotare i numeri di Bernoulli; per distinguerli talora per i numeri di Bernoulli si usa la notazione {\displaystyle b_{n}}.
Ad esempio:
{\displaystyle B_{3}=5}
poiché per un insieme di tre elementi {\displaystyle \{a,b,c\}} esistono 5 differenti modi di dividerlo in sottoinsiemi non vuoti:
{\displaystyle \{\{a\},\{b\},\{c\}\};}
{\displaystyle \{\{a,b\},\{c\}\};}
{\displaystyle \{\{a,c\},\{b\}\};}
{\displaystyle \{\{a\},\{b,c\}\};}
{\displaystyle \{\{a,b,c\}\}.}

## La sequenza
I primi numeri di Bell sono:
{\displaystyle B_{0}=1;}
{\displaystyle B_{1}=1;}
{\displaystyle B_{2}=2;}
{\displaystyle B_{3}=5;}
{\displaystyle B_{4}=15;}
{\displaystyle B_{5}=52;}
{\displaystyle B_{6}=203.}
I primi valori di {\displaystyle n} per cui {\displaystyle B_{n}} è un numero primo sono 2, 3, 7, 13, 42, 55, 2841, ... (successione A051130 dell'OEIS) e i numeri primi di Bell generati sono 2, 5, 877, 27644437, ... (successione A051131 dell'OEIS). Solo nel 2004 è stato dimostrato da I. Canestro, dopo 17 mesi di calcolo, che {\displaystyle B_{2841}} è un numero primo.

## Proprietà
- I numeri di Bell possono essere calcolati mediante la relazione di ricorrenza

{\displaystyle B_{0}=1,}
{\displaystyle B_{n+1}=\sum _{k=0}^{n}{\binom {n}{k}}B_{k}.}
Questa prima formula può essere ricavata osservando che - da un'arbitraria partizione di {\displaystyle n+1} elementi - se si rimuove l'insieme contenente il primo elemento si ottiene la partizione di un insieme con {\displaystyle k} elementi (per un {\displaystyle k} compreso tra 0 e {\displaystyle n,} estremi compresi). Ci sono {\displaystyle {\tbinom {n}{k}}} possibili modi per scegliere quali siano i {\displaystyle k} elementi che rimangono dopo aver rimosso l'insieme contenente il primo elemento, e {\displaystyle B_{k}} possibili partizioni dell'insieme contenente i {\displaystyle k} elementi "residui".
- I numeri di Bell possono essere ricavati anche non ricorsivamente, ma in modo diretto, usando la formula di Dobiński (1877):

{\displaystyle B_{n}={\frac {1}{e}}\sum _{k=0}^{\infty }{\frac {k^{n}}{k!}}.}
- Un altro metodo usato per calcolare i numeri di Bell è tramite il triangolo di Bell:

```
 1 

 1  
 2

 2   3   
5

 5   7   10  
15

 15  20  27  37  
52

 52  67  87  114 151 
203

 203 255 322 409 523 674 
877
```

Per giustificare formalmente l’attendibilità del triangolo di Bell si può usare il principio di induzione.
Un accenno di dimostrazione risiede comunque nel fatto che, per avere ad esempio 877 (il 7° numero di Bell), si devono sommare 203 e 674; per trovare questi due addendi si sommano 1 volta il 52, 2 volte il 151, 1 volta il 523; a ritroso, 1 volta il 15, 3 volte il 37, 3 volte il 114, 1 volta il 409.
In generale per trovare l'{\displaystyle n}-esimo numero di Bell si addizionano i numeri di una colonna del triangolo di Bell (costruito fino alla riga {\displaystyle n}), ognuno moltiplicato per un opportuno coefficiente. Questi coefficienti sono i numeri del triangolo di Tartaglia.
Si noti che ogni numero del triangolo di Tartaglia è un coefficiente binomiale {\displaystyle {\tbinom {n}{k}}}, il che mostra come il triangolo di Bell non sia altro che lo sviluppo operativo della relazione di ricorrenza mostrata al primo punto dell’elenco.
- La funzione generatrice esponenziale dei numeri di Bell è

{\displaystyle e^{e^{x}-1}=\sum _{n=0}^{\infty }{\frac {B_{n}}{n!}}x^{n}.}
- La congruenza di Touchard asserisce che se {\displaystyle p} è primo

{\displaystyle B_{p+k}\equiv B_{k}+B_{k+1}{\pmod {p}}.}